# Ferdinand Vandeveer Hayden
Ferdinand Vandeveer Hayden, född 7 september 1829 i Westfield, Massachusetts, död 22 december 1887 i Philadelphia, var en amerikansk geolog och upptäcktsresande.
Hayden tjänstgjorde under amerikanska inbördeskriget som fältläkare. Han utnämndes 1865 till professor i geologi och mineralogi vid University of Pennsylvania i Philadelphia och ställdes 1867 i spetsen för US Geological Survey. År 1872 avsade han sig professuren för att uteslutande ägna sig åt denna undersökning i samarbete med bland andra geografen Henry Gannett. Hayden byggde under sina resor upp rika samlingar av fossil och utforskade med stora resultat Wyoming (särskilt Yellowstonedalen), Utah, Idaho och Colorado.